# Dulaine Harris
Dulaine Harris (Detroit, 12 agosto 1954) è un ex cestista e allenatore di pallacanestro statunitense.
Soprannominato "Sweet D", ha militato in Italia nella Superga Mestre (con cui ha vinto la Serie A2 1978-1979 e nella Rodrigo Chieti (tenendo la media rispettivamente di 26,2 e 30,5 punti a partita). Detiene il record punti in una partita (78) del campionato francese, realizzato nel 1985-1986.
Dopo il ritiro da giocatore, dal 1990 ha allenato nei campionati svizzeri e francesi, sia maschili sia femminili. Dal 2007 al 2008 ha allenato il Grand-Saconnex nella massima serie svizzera.

## Carriera

### Giocatore
Da giocatore era dotato di agilità, velocità, buona elevazione e buoni fondamentali, con notevole duttilità di gioco.  Poteva giocare sia ala, sia "guardia alta" ed anche ala-pivot. È ricordato per le sue stoppate, gli assist (spesso da dietro la schiena), i suoi "coast to coast".

Harris con la maglia del Loano

A Mestre si ricordano i suoi riscaldamenti prepartita, dove suoleva lanciare la palla al tabellone, prendendola al volo e schiacciandola all'indietro a canestro.
Nella stagione 1985-1986 gli venne assegnato il "Premio Cesar" in Francia.

### Allenatore

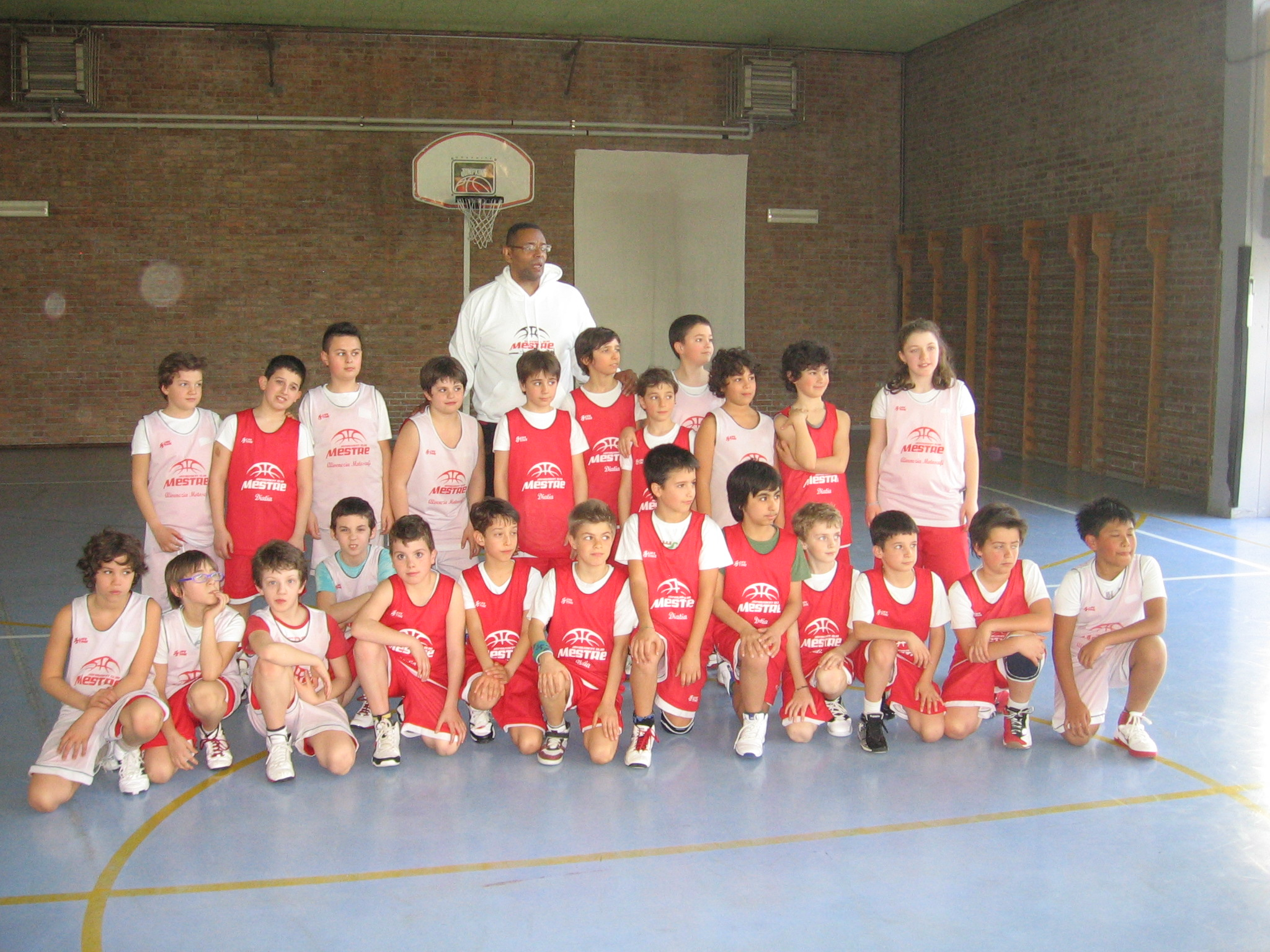
Harris con il settore giovanile del Basket Mestre nel 2012

Ha allenato molte squadre giovanili e senior, nelle serie inferiori svizzere e francesi. Ha allenato in Lega Nazionale A svizzera il Meyrin Grand-Saconnex dal 2007 sino al dicembre 2008, riuscendo a centrare la salvezza.
Dalla stagione 2008 al 2012 è stato allenatore ed insegnante presso la LGB International School (La Grande Boissière).
Ha mantenuto ottimi rapporti col Basket Mestre, essendo tornato spesso in visita alla squadra ed avendo effettuato lezioni alle squadre giovanili.

## Palmarès
- Promozione in Serie A1: 1

Basket Mestre: 1978-79;
- Premio Cesar (FRA) 1985-1986